# Aboazar Lovesendes
Aboazar Lovesendes (960 –?) foi senhor da Maia, neto do rei Ramiro II de Leão e governador de entre Douro e Lima. Fundou o Mosteiro de Santo Tirso no ano de 978.

## Relações familiares
Foi filho de Lovesendo Ramires (940–1020), nobre da Península Ibérica medieval, infante de Leão ao ser filho do rei Ramiro II de Leão (900–965). Casou com Unisco Godinhez (c. 943–?) filha de D. Godinho das Astúrias, de quem teve:
1. Trastamiro Aboazar, casou com Dórdia Soares.
2. Ermígio Aboazar, casou com Vivilide Trutezendes, filha de Trutezendo Galindes[3][4].
3. Frumarico Aboazar, senhor da Maia[5].